# Aviación Española (metropolitana di Madrid)
Aviación Española è una stazione della linea 10 della metropolitana di Madrid, si trova sotto Paseo de Extremadura nel distretto Latina.

## Storia
La stazione è stata inaugurata il 22 dicembre 2006 in un tratto preesistente della linea. Per la realizzazione della stazione è stato necessario interrompere il traffico in quel tratto durante l'estate del 2006.
A seguito di lavori, nel 2014, la stazione rimase chiusa. La ragione di questi lavori è stata la sostituzione delle rotaie e della massicciata. I miglioramenti, che hanno avuto un costo di 12,5 milioni di euro, hanno permesso ai treni di circolare a più di 70 chilometri all'ora rispetto ai 30 chilometri con cui circolavano prima dei lavori.

## Interscambi
- 17, 39
- N19